# رجیس لاگس
رجیس لاگس (انگلیسی: Régis Laguesse؛ زادهٔ ۶ ژانویهٔ ۱۹۵۰) بازیکن فوتبال اهل فرانسه است.
از باشگاه‌هایی که در آن بازی کرده‌است می‌توان به باشگاه فوتبال باستیا و باشگاه فوتبال آنژه اشاره کرد.